# Djéniane Bourzeg
Djéniane Bourzeg (o Djeniene Bourezg) è un comune dell'Algeria, situato nella provincia di Naâma.